# Carcinógenos do grupo 3 do IARC
Substâncias, misturas e circunstâncias de exposição desta lista são classificados pelo IARC como Grupo 3: O agente (mistura ou circunstância de exposição) não é classificável quanto à sua carcinogenicidade para seres humanos. Esta categoria é usada mais comumente para agentes, misturas e circunstâncias de exposição para a qual a evidência de carcinogenicidade é inadequada em seres humanos e inadequada ou limitada em animais experimentais. Excepcionalmente, os agentes (misturas) para o qual a evidência de carcinogenicidade é inadequada em humanos, mas suficiente em animais experimentais, pode ser colocada nesta categoria quando há uma forte evidência de que o mecanismo de carcinogenicidade em animais experimentais não funcionar em seres humanos. Agentes, misturas e circunstâncias de exposição que não se enquadram em qualquer outro grupo também são colocados nesta categoria.